# آنون ورلدز انترتینمنت
آنون ورلدز اینترتینمنت (انگلیسی: Unknown Worlds Entertainment) شرکت بازی ویدئویی آمریکایی است، که در سال ۲۰۰۱ تأسیس شد.